# Otteissa sericea
Otteissa sericea là một loài bọ cánh cứng trong họ Cerambycidae.